# بال‌ها (آلبوم)
بال‌ها (به انگلیسی: Wings) دومین آلبوم استودیویی گروه پسرانهٔ کره‌ای بی‌تی‌اس است که در تاریخ ۱۰ اکتبر ۲۰۱۶ منتشر شد و شامل ۱۵ ترانه است. تک‌آهنگ اصلی این آلبوم «خون عرق و اشک» نام دارد.